# Villa Sauli Podestà
Villa Sauli Podestà è una villa patrizia genovese situata nel quartiere di Pra' in località Ca' Nova. Appartenne alla famiglia Sauli fino al 1848 quando venne acquistata dal cavaliere Luca Podestà, appena entrato in possesso della vicina villa Doria Podestà.
Il figlio Andrea Podestà venne insignito del titolo di barone e fu a più riprese eletto sindaco di Genova e senatore del Regno d'Italia. In zona riorganizzò i grandi spazi agricoli circostanti alle due ville secondo nuovi criteri.
L'inaugurazione della ferrovia Genova-Ventimiglia, nel 1856, l'ampliamento della litoranea Via Aurelia e la costruzione dello svincolo autostradale ne hanno quasi totalmente cancellato gli spazi verdi originari e il complesso del porto di Pra' ne ha poi decretato il progressivo allontanamento dall'acqua.
Rimasta per molto tempo cadente e disabitata, temporaneo ricovero per senzatetto, è stata recuperata con un significativo intervento di restauro co-finanziato dalla Provincia di Genova e dalla Regione Liguria; i lavori, iniziati nel maggio 2009 e durati quattro anni, hanno riportato il complesso allo stato originario, concludendosi nel novembre 2013. All'interno, il corpo centrale è stato rimesso in sicurezza e sono stati restaurati gli affreschi della cappella e il camino.
L'inaugurazione si è svolta il 22 gennaio 2014 alla presenza delle autorità locali tra cui l'allora presidente della Regione Liguria Claudio Burlando.
La villa ospiterà il Centro per l'impiego Ponente, un auditorium da 80 posti e il parco del basilico con mostre e laboratori didattici e il museo dedicato alla pianta aromatica.